# Крозон (кантон)
Крозон (фр. Crozon) — кантон во Франции, находится в регионе Бретань, департамент Финистер. Расположен на территории двух округов: семнадцать коммун входят в состав округа Шатолен, одна коммуна — в состав округа Кемпер.

## История
До 2015 года в состав кантона входили коммуны Арголь, Камаре-сюр-Мер, Крозон, Ланвеок, Ландевеннек, Росканвель и Тельгрюк-сюр-Мер.
В результате реформы 2015 года состав кантона был изменен. В него вошли отдельные коммуны упраздненного кантона Шатолен.
До 31 декабря 2016 года все коммуны кантона входили в округ Шатолен, 1 января 2017 года коммуна Кеменевен перешла в округ Кемпер.

## Состав кантона с 22 марта 2015 года
В состав кантона входят коммуны (население по данным Национального института статистики за 2019 г.):
- Арголь (998 чел.)
- Динео (1 967 чел.)
- Камаре-сюр-Мер (2 466 чел.)
- Каст (1 538 чел.)
- Кеменевен (1 114 чел.)
- Крозон (7 386 чел.)
- Ланвеок (1 970 чел.)
- Ландевеннек (345 чел.)
- Плоэвен (507 чел.)
- Пломодьерн (2 245 чел.)
- Плоневе-Порзе (1 784 чел.)
- Пор-Лоне (398 чел.)
- Росканвель (836 чел.)
- Сен-Кули (456 чел.)
- Сен-Ник (760 чел.)
- Тельгрюк-сюр-Мер (2 098 чел.)
- Трегарван (114 чел.)
- Шатолен (5 164 чел.)

## Политика
На президентских выборах 2022 г. жители кантона отдали в 1-м туре Эмманюэлю Макрону 30,6 % голосов против 21,3 % у Марин Ле Пен и 18,7 % у Жана-Люка Меланшона; во 2-м туре в кантоне победил Макрон, получивший 61,8 % голосов. (2017 год. 1 тур: Эмманюэль Макрон – 26,2 %, Франсуа Фийон – 20,7 %, Жан-Люк Меланшон – 17,5 %, Марин Ле Пен – 16,9 %; 2 тур: Макрон – 71,5 %. 2012 год. 1 тур: Франсуа Олланд — 28,3 %, Николя Саркози — 27,2 %, Марин Ле Пен — 14,8 %; 2 тур: Олланд — 52,5 %).
С 2015 года кантон в Совете департамента Финистер представляют мэры коммуны Каст Жак Гуэру (Jacques Gouerou)  и вице-мэр коммуны Крозон  Моник Поршер (Monique Porcher) (оба — Разные правые).
|                | Кандидаты                      | Партия                   | Первый тур | Первый тур     | Второй тур | Второй тур |
| Кол-во голосов | Кандидаты                      | Партия                   | % голосов  | Кол-во голосов | % голосов  |            |
| -------------- | ------------------------------ | ------------------------ | ---------- | -------------- | ---------- | ---------- |
|                | Жак Гуэру Моник Поршер         | Разные правые            | 4 860      | 49,78          | 6 031      | 61,48      |
|                | Ален Ле Келлек Флоранс Ле Кос  | Левый блок               | 3 225      | 33,03          | 3 779      | 38,52      |
|                | Патрисия Ле Муань Фабрис Летор | Национальное объединение | 1 678      | 17,19          |            |            |

|                | Кандидаты                   | Партия                  | Первый тур | Первый тур     | Второй тур | Второй тур |
| Кол-во голосов | Кандидаты                   | Партия                  | % голосов  | Кол-во голосов | % голосов  |            |
| -------------- | --------------------------- | ----------------------- | ---------- | -------------- | ---------- | ---------- |
|                | Жак Гуэру Моник Поршер      | Разные правые           | 5 432      | 39,73          | 7 404      | 55,20      |
|                | Кристин Лельевр Луи Рамоне  | Социалистическая партия | 5 211      | 38,12          | 6 010      | 44,80      |
|                | Софи Мевель Жан-Мари Шарлье | Национальный фронт      | 3 028      | 22,15          |            |            |